# Colom de Jane
El colom de Jane (Pampusana johannae) és una espècie d'ocell de la família dels colúmbids (Columbidae). Anteriorment inclòs al gènere Alopecoenas.
Habita boscos de les illes Salomó i Bismarck.
Només el Manual dels ocells del món i Birdlife International la consideren espècie de ple dret. La resta la consideren subespècie del colom de Beccari (P. beccarii).